# Max Steiner
Max Steiner (født Maximilian Raoul Walter Steiner 10. maj 1888, i Wien, Østrig-Ungarn, død 28. december 1971, i Hollywood, Los Angeles, USA) var en Oscar-belønnet østrigsk-amerikansk komponist af musik til teateropsætninger og film. Han er nok mest kendt for filmmusikken til klassikerne Casablanca, King Kong (1933) og Borte med blæsten.
Max Steiner modtog 26 Oscar-nomineringer for sit bidrag til filmmusikken gennem sin karriere og vandt tre af dem, for The Informer (1935), Now, Voyager (1942) og Since You Went Away (1944).
Han har en stjerne på Hollywood Walk of Fame, på 1551 Vine Street.

## Film, han blev Oscar-nomineret for
- The Gay Divorcee (1934)
- The Lost Patrol (1934)
- The Garden of Allah (1936)
- Jezebel (1938)
- Borte med blæsten (1939)
- The Letter (1940)
- Sergeant York (1941)
- Casablanca (1942)
- The Adventures of Mark Twain (1944)
- Rhapsody in Blue (delt med Ray Heindorf, 1945)
- Night and Day (delt med Ray Heindorf, 1946)
- Life with Father (1947)
- My Wild Irish Rose (delt med Ray Heindorf, 1947)
- Johnny Belinda (1948)
- Beyond the Forest (1949)
- The Flame and the Arrow (1950)
- The Miracle of Our Lady of Fatima (1952)
- The Jazz Singer (delt med Ray Heindorf, 1953)
- The Caine Mutiny (1954)
- Battle Cry (1955)

## Andre film (udvalg)
King Kong (film fra 1933)